# Dulce Piña
Dulce María Piña de Óleo (12 de septiembre de 1966) es una deportista dominicana que compitió en judo.
Ganó dos medallas en los Juegos Panamericanos, en los años 1995 y 2003, y cuatro medallas en el Campeonato Panamericano de Judo entre los años 1990 y 1998.

## Palmarés internacional
| Juegos Panamericanos    | Juegos Panamericanos            | Juegos Panamericanos | Juegos Panamericanos |
| Año                     | Lugar                           | Medalla              | Categoría            |
| ----------------------- | ------------------------------- | -------------------- | -------------------- |
| 1995                    | Mar del Plata (Argentina)       | Medalla de bronce    | –66 kg               |
| 2003                    | Santo Domingo (Rep. Dominicana) | Medalla de bronce    | –70 kg               |
| Campeonato Panamericano |                                 |                      |                      |
| Año                     | Lugar                           | Medalla              | Categoría            |
| 1990                    | Caracas (Venezuela)             | Medalla de bronce    | –66 kg               |
| 1994                    | Santiago de Chile (Chile)       | Medalla de plata     | –66 kg               |
| 1996                    | San Juan (Puerto Rico)          | Medalla de plata     | –66 kg               |
| 1998                    | Santo Domingo (Rep. Dominicana) | Medalla de bronce    | –70 kg               |